# Totopos

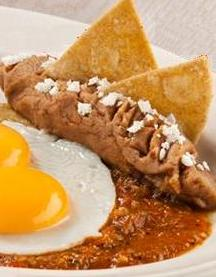
En bild på totopos.

Totopos är triangelformade torkade och sedan friterade tortillas. Totopos är ett stående tilltugg på de mexikanska borden och avnjutes gärna med pico de gallo, bönor eller en av många chilisåser.